# Легкі крейсери типу «Капітані Романі»
Легкі крейсери «Капітані Романі» (італ. Incrociatori leggeri Classe Capitani Romani) — були збудовані наприкінці 1930-х років і належали до Королівських ВМС Італії. З серії у 12 крейсерів було завершено три, що брали участь у бойових діях Другій світовій війні. Після завершення війни добудували один крейсер. Кораблі були названі на честь полководців Стародавнього Риму. Після війни чотири діючі крейсери перейменували.

## Історія

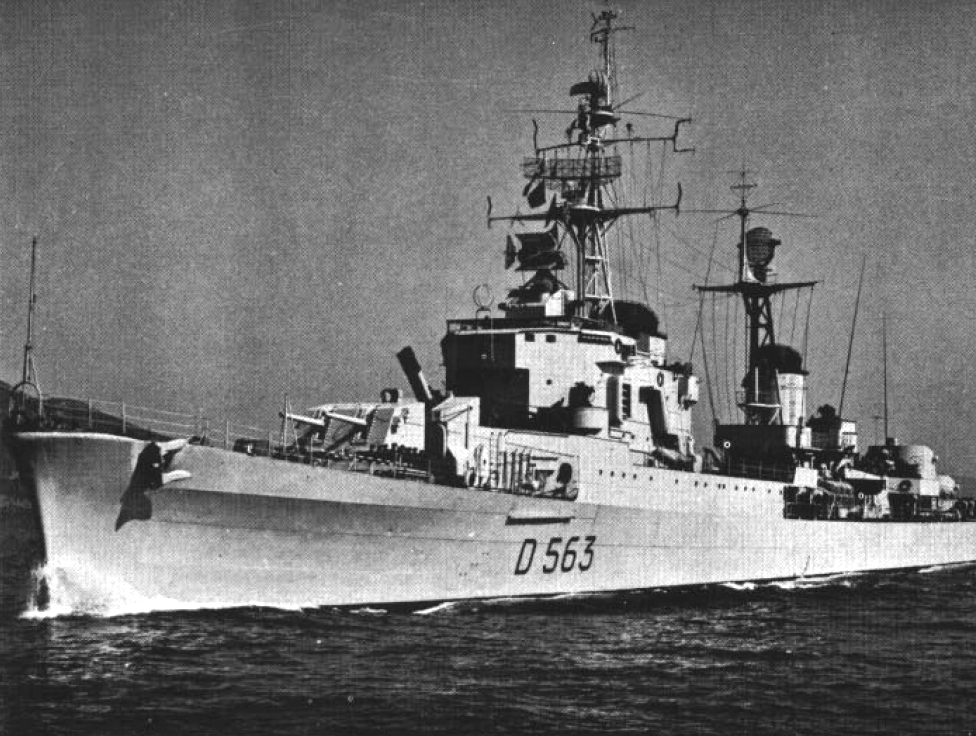
San Marco (D563). Колишній Giulio Germanico. 1962

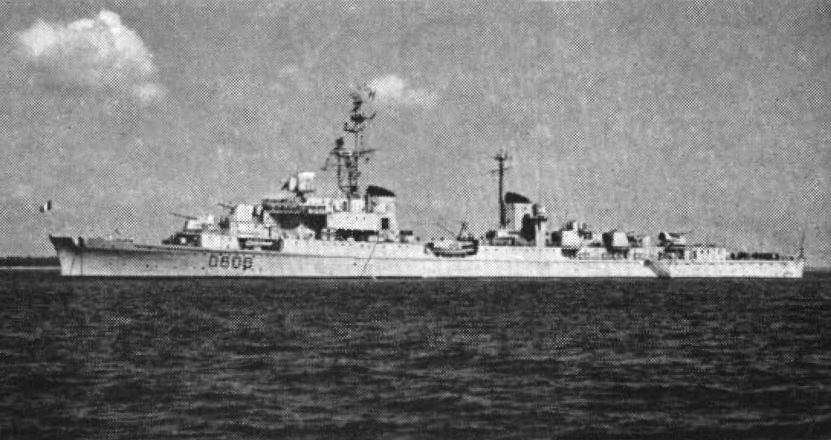
D606 Châteaurenault. Колишній Attilio Regolo. 1961

Ідея будівництва крейсерів виникла у 1930-х роках, як відповідь на появу восьми французьких великих швидкісних есмінців класів Le Fantasque (6) і Mogador (2). Фроанція тоді розглядалась як основний ворог Італії на Середземному морі. Для боротьби з ними у ВМС Італії планували збудувати контресмінці з потужним озброєнням і великою швидкістю. Спочатку почали проєктувати крейсери розвідувального класу (скаут-крейсери) водотоннажністю 2.800 т. Однак після війни в Ефіопії і створення 1935-1936 Італійської Східної Африки виникла загроза британським колоніям і протистояння з Royal Navy. Для захисту комунікацій з новими колоніями необхідно було збудувати добре озброєні кораблі з великою дальністю, для чого вже розроблений корабель був замалим. Зрештою проєкт використали при будівництві для СРСР лідера есмінців «Ташкент», який використовували на Чорному морі.
У новому проєкті водотоннажність крейсерів встановили у 3.400 т при зварному корпусі, застосуванні легких сплавів. Парові турбіни потужністю 110.000 к.с. запозичили з більших крейсерів, що дозволило розвивати швидкість понад 40 вузлів. Чотири водотрубні котли розміщувались ізольовано по два з приводом на гребний гвинт. Існувала можливість підключення котлів однієї групи до іншої для приводу двох гвинтів. Задля зменшення ваги, габаритів відмовились від гідролітака, встановлення якого без катапульти, ангара не мало сенсу. Для економії ваги не встановили панцирний захист силового блоку. Оскільки нові 65-мм автоматичні зенітні гармати компаній Ansaldo-Terni не були завершені, було вирішено встановити 37-мм з перспективою пізнішої заміни. Проєктування завершили до 1937, але через фінансові проблеми закладення крейсерів затягнулось до 1939 року. У ВМС Італії 1938 ліквідували клас скаут-крейсери і нові кораблі перевели у клас легких крейсерів.
Під час війни було прийнято до складу флоту три крейсери, які брали участь у бойових діях та дійшли до її завершення. П'ять спущених на воду крейсерів, готовність яких складала понад 80 %, було затоплено бомбардувальниками союзників. Будівництво ще чотирьох припинили у червні 1940. Після завершення війни два крейсери були передані 1948 ВМС Франції у вигляді репарацій. Там вони були перейменовані, перебудовані, переозброєні і проплавали під французьким прапором до 1960-х років.
Ще два крейсери 1951 були введені до складу флоту республіканської Італії, де після модернізації з переозброєнням американськими гарматами були перекваліфіковані у есмінці, перебували до 1965/1971 років у складі діючого флоту, а згодом один з них до 1980-х був навчальним кораблем.

## Крейсери
|                   |                                        |            |                 |                |                | |                        |
| Крейсер           | Корабельня                             | Закладено  | Спущено на воду | Експлуатація з | Затонув        | Історія | Списано                |
| Аттіліо Реголо    | OTO Melara Ліворно                     | 28.09.1939 | 28.08.1940      | 14.05.1942     |                | Після постановки мін 7.11.1942 торпедований британським підводним човном Р-46 і ремонтувався до 4.09.1943. Інтернований 11.09.1943 на Мінорці до 15.01.1945. 1.08.1948 переданий у Тулоні ВМС Франції, де введений в стрій 1954. Флагман 1 флотилії есмінців. Модернізований 1956, флагман Легкого дивізіону 1961 у Бресті замість «Гішен». З 1962 плавуча казарма, 1969 проданий на брухт | 26.087.1948 13.09.1962 |
| Шіпілоне Афрікано | OTO Melara Ліворно                     | 28.09.1939 | 12.01.1941      | 23.04.1943     | 16.07.1943     | Базувався у Генуї, Спеції. При переході до Таранто 17.07.1943 затопив британський MTB-316. 29.09.1943 перевіз для перемовин на Мальту прем'єр-міністра П'єтро Бадольо. Супроводжував конвої союзників. В Тулоні 15.08.1948 переданий французам. Перейменований на «Гішен», з 1954 у складі флоту, з 1958 флагман ескадри, з 1.04.1961 у резерві. 1.06.1976 переданий на порізку на брухт   | 9.08.1948 1976         |
| Помпео Маньйо     | CNR Анкона                             | 23.09.1939 | 24.08.1941      | 4.06.1943      | 07.1943        | У складі флоту 10.09.1943 перейшов на Мальту, згодом здійснював рейди з союзниками. Роззброєний, 15.05.1950 перейменований на блокшив FV-1. Включений до Marina Militare 1.08.1955 під назвою «Сан Джорджо» D562. Модернізований 1963, з 1965 навчальний корабель. З 1970-х років у резерві, 1980 проданий на брухт                                                                        | 1.05.1948              |
| Джуліо Джерманіко | Navalmeccanica Кастелламмаре-ді-Стабія | 3.04.1939  | 26.08.1941      | 19.01.1956     | 28.09.1943     | При готовності 94 % був захоплений 11.09.1943 німцями, які при відступі його затопили. Піднятий 1948, перетворений на блокшив FV-2. Введений до ВМС Італії 1.01.1956 під назвою «Сан Марко». Базувався у Таранто. Виведений 1966 до резерву. Проданий на брухт 1971 | 31.05.1970             |
| Кайо Маріо        | OTO Melara Ліворно                     | 28.09.1939 | 17.08.1941      | -              | 1944 Ла Спеція | Носову частину використали для ремонту Attilio Regolo. Корпус у Спеції був вугільним складом. Намір початку 1943 добудови не виконали. На квітень 1945 був затоплений | 23.05.1947             |
| Ульпіо Траяно     | CNR Палермо                            | 28.09.1939 | 30.09.1942      | -              | 3.01.1943      | Затоплений британськими бойовими пірнальниками в гавані Палермо. Від вибуху розламався навпіл. | 27.02.1947             |
| Оттавіано Аугусто | CNR Анкона                             | 23.09.1939 | 31.05.1942      | -              | 1.11.1943      | На 1.07.1943 готовність 85 %, 14.09.1943 захоплений німцями. Затоплений В-25. | 27.05.1947             |
| Корнеліо Сілла    | Ansaldo STS Генуя                      | 12.10.1939 | 28.06.1941      | -              | 24.07.1944     | Затоплений бомбардувальниками В-17 і В-24 в Генуї | 10.10.1947             |
| Клаудіо Друзо     | CNT Riva Trigoso Генуя                 | 09.1939    | -               | -              | -              | У червні 1940 замовлення анульовано. Розібрано поміж 24.12.1941 і 18.02.1942 |                        |
| Клаудіо Тіберіо   | OTO Melara Ліворно                     | 28.09.1939 | -               | -              | -              | У червні 1940 замовлення анульовано. Розібраний на стапелі поміж 20.10.1941 і 10.02.1942 |                        |
| Паоло Еміліо      | Ansaldo • Генуя                        | 12.10.1939 | -               | -              | -              | У червні 1940 замовлення анульовано. Розібраний поміж 16.12.1941 і 30.04.1942 на стапелі |                        |
| Віпсаніо Агріппа  | CNT Riva Trigoso•Генуя                 | 10.1939    | -               | -              | -              | У червні 1940 замовлення анульовано. Розібраний поміж 1.07.1941-20.08.1942 на стапелі |                        |